# Kleinbockedra
Kleinbockedra település Németországban, azon belül Türingiában. Lakosainak száma 33 fő (2023. december 31.).

## Népesség
A település népességének változása:
| Lakosok száma | 37   | 35   | 32   | 32   | 33   |
|               | 2017 | 2019 | 2021 | 2022 | 2023 |